# Nuth
Nuth este o comună și o localitate în provincia Limburg, Țările de Jos. 

## Localități componente
Aalbeek, Arensgenhout, Grijzegrubben, Helle, Hellebroek, Hulsberg, Laar, Schimmert, Swier, Terstraten, Vaesrade, Wijnandsrade.